# Hemicordulia haluco
Hemicordulia haluco – gatunek ważki z rodziny szklarkowatych (Corduliidae).